# Dom Zdrojowy w Brzeźnie

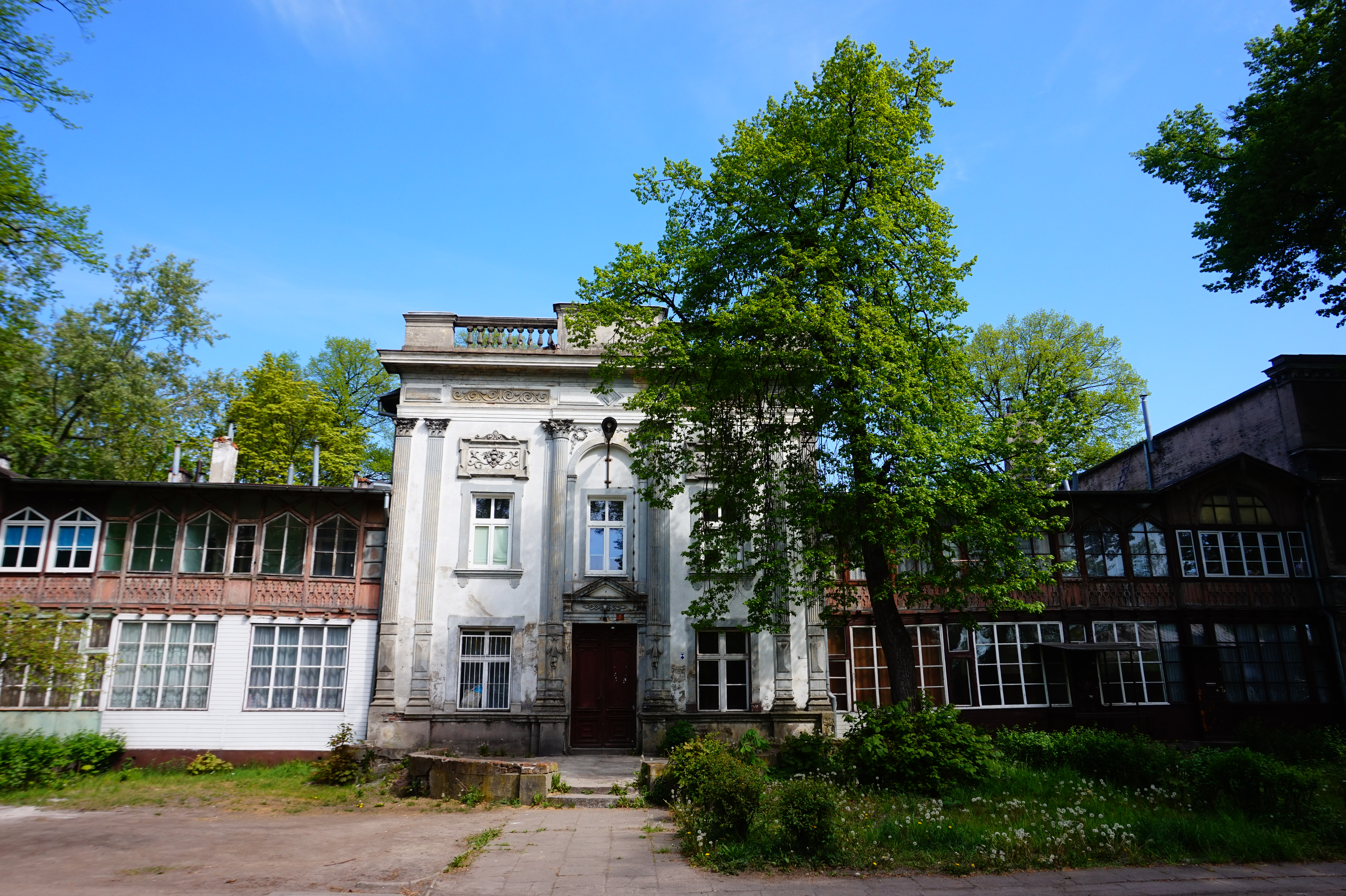
Dom Zdrojowy w 2016

Dom Zdrojowy w Brzeźnie – zabytkowy dom zdrojowy zbudowany w 1893 roku w Gdańsku, w dzielnicy Brzeźno.

## Historia

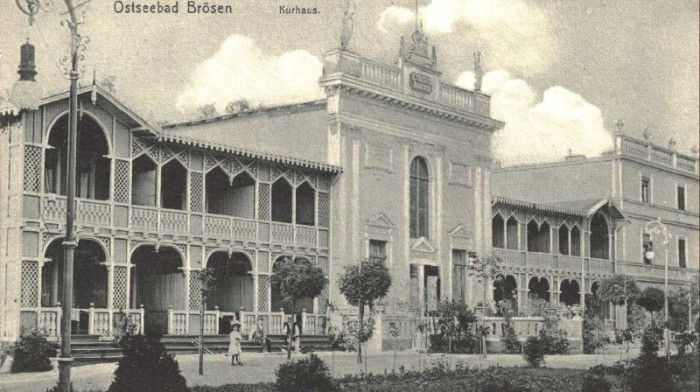
Dom zdrojowy około 1895 roku

Poprzedni dom zdrojowy w Brzeźnie został zbudowany w latach 1840-1842. Znajdowało się w nim 40 pokoi, duża sala oraz łazienki z wodą morską. W roku 1891 dom odwiedziło 39 tysięcy gości, jednak rok później, w roku 1892, został on zniszczony w pożarze. W związku z tym postanowiono wybudować nowy dom zdrojowy w nowej lokalizacji – przy obecnej ulicy Zdrojowej 2 w Gdańsku. Nowy obiekt udostępniał gościom możliwość odbywania kąpieli w podgrzewanej wodzie morskiej. W bezpośrednim sąsiedztwie budynku znajdował się również niewielki park. W 1900 roku pomiędzy domem zdrojowym a plażą wybudowano halę plażową, nie przetrwała ona jednak do czasów współczesnych. Po II wojnie światowej budynek domu zdrojowego został zaadaptowany na mieszkania komunalne, zamieszkały był do roku 2016. 

## Modernizacja
W lipcu 2019 roku rozpoczęła się modernizacja domu zdrojowego. Zakres prac obejmował budynek o powierzchni użytkowej 1670 m² oraz przyległy park o powierzchni 0,9 ha. Prace zakończyły się pod koniec 2021 roku, oficjalne otwarcie miało miejsce 18 grudnia 2021 roku. Obecnie w budynku znajduje się Centrum Edukacji Ekologicznej (zarządzane przez Hevelianum), restauracja oraz miejsca noclegowe. Park przed budynkiem zawiązuje swoim wylądem do historycznego parku z roku 1893.